# Walking in Memphis
Walking in Memphis è un singolo del cantautore statunitense Marc Cohn, pubblicato nel marzo 1991 come primo estratto dal primo album in studio Marc Cohn.
La canzone divenne il più grande successo di Cohn, piazzandosi alla posizione numero tredici della Billboard Hot 100 e, dopo essere stata ripubblicata nell'autunno dello stesso anno, ha raggiunto la posizione ventidue nel Regno Unito. La popolarità di questa canzone ha aiutato Cohn a vincere il Grammy Award come Best New Artist nel 1992.

## Ispirazione
"Walking in Memphis" è un brano musicale autobiografico. L'autore aveva anche aggiunto che il testo parla di un ebreo amante della musica gospel e, come aveva dichiarato qualche anno fa: la canzone non parla di un semplice luogo; parla di una sorta di risveglio spirituale, uno di quei viaggi che, quando vai via, sei cambiato.
L'ispirazione a scrivere il brano era nata nel 1985, durante una visita nell'area di Memphis, nel Tennessee. A quel tempo, lavorava a New York come turnista, in cerca di un contratto discografico. Andò a Memphis perché gran parte della sua musica preferita veniva da lì (da Al Green a Elvis Presley, Isaac Hayes, ecc.) con la convinzione che, proprio come a Detroit e la musica della Motown, a Memphis stava succedendo qualcosa di assolutamente inspiegabile e lui voleva far parte di ciò perché voleva diventare un vero musicista.
L'idea del viaggio gli era venuta in mente mentre leggeva un'intervista di James Taylor dove, alla domanda dell'intervistatore quale fosse il suo antidoto al blocco dello scrittore. James aveva risposto: salirò su un aereo e andrò in un posto dove non sono mai stato, sperando di trovare un'idea che non potrei trovare semplicemente stando seduto a casa. Così Cohn ha pensato di provare anche lui quell'esperienza. E così Memphis è stato il primo posto in cui aveva scelto di andare alla ricerca di ispirazione.

## Composizione
Appena tornato a New York dal suo viaggio, Cohn iniziò a costruire la melodia di "Walking in Memphis" con la sua chitarra. 
Per fare in modo che l'ascoltatore si concentri sulla narrazione, l'autore ha cercato di mantenere una musica semplice. Infatti la musica di "Walking in Memphis", a parte il bridge, è semplicemente la ripetizione dello stesso giro armonico. 
L'autore dice: Il testo passa continuamente da uno scenario all'altro, il tutto seguendo il filo della mia esultanza, descritta nelle parole Walking with my feet ten feet off Beale (Camminando a dieci piedi da Beale). Ciò che viene espresso è il mio amore per la musica e la trasformazione spirituale che ho sempre sentito attraverso di essa.

## Classifiche
| Classifica (1991-1992)                      | Posizione più alta |
| ------------------------------------------- | ------------------ |
| Irlanda                                     | 7                  |
| Australia                                   | 11                 |
| Stati Uniti (Hot Adult Contemporary Tracks) | 12                 |
| Stati Uniti                                 | 13                 |
| Regno Unito                                 | 22                 |
| Germania                                    | 25                 |
| Europa                                      | 36                 |
| Francia                                     | 45                 |
| Belgio                                      | 56                 |

## Versione di Cher
Il 13 ottobre 1995 la cantante e attrice statunitense Cher ha fatto una cover del brano, pubblicata come primo singolo estratto dal ventiduesimo album in studio, It's a Man's World. La canzone è stata eseguita in alcuni spettacoli in Europa, e nei suoi tour, ad esempio nel Do You Believe? Tour.

### Tracce
CD maxi 1
1. Walking in Memphis
2. Angels Running
3. Walking in Memphis (Shut Up & Dance Instrumental)

CD maxi 2
1. Walking in Memphis (Shut Up & Dance Vocal)
2. Walking in Memphis (Shut Up & Dance Instrumental)
3. Walking in Memphis (Rated P.G. Mix)
4. Walking in Memphis (Baby Doc Mix)

### Classifiche
| Classifica (1995) | Posizione massima |
| ----------------- | ----------------- |
| Austria           | 17                |
| Belgio            | 44                |
| Europa            | 36                |
| Regno Unito       | 11                |
| Germania          | 63                |
| Svezia            | 13                |